# Roman Korynt
Roman Korynt (Tczew, 1929. október 12. – 2018. július 15.) válogatott lengyel labdarúgó, hátvéd.

## Pályafutása

### Klubcsapatban
1946 és 1949 között a Gedania Gdańsk, 1949-50-ben a KS Lublinianka, 1950 és 1952 között a Legia Warszawa labdarúgója volt. 1953 és 1967 között a Lechia Gdańsk csapatában szerepelt, ahol 1955-ben lengyel kupa-döntős, 1956-ban bajnoki bronzérmes volt az együttessel.

### A válogatottban
1952 és 1959 között 34 alkalommal szerepelt a lengyel válogatottban.

## Sikerei, díjai
Lechia Gdańsk
- Lengyel bajnokság
  - 3.: 1956
- Lengyel kupa
  - döntős: 1955